# OpenJS 재단
OpenJS 재단(OpenJS Foundation)은 JS 재단과  Node.js 재단의 합병으로 2019년 설립된 단체이다. OpenJS는 생태계에 도움을 주는 프로젝트와 펀드 활동을 호스팅함으로써 자바스크립트와 웹 생태계를 장려한다.
OpenJS 재단은 최대 38개 오픈 소스 자바스크립트 프로젝트로 구성되어 있으며 여기에는 Appium, Dojo, jQuery, Node.js, Node-RED, webpack이 포함되어 있다. 창립 멤버로는 구글, 마이크로소프트, IBM, 페이팔, 고대디, Joyent가 있다.